# Trận Borneo (1941-1942)
Trận Borneo là một chiến dịch thành công của các Lực lượng Đế quốc Nhật Bản nhằm kiểm soát hòn đảo Borneo và tập trung chủ yếu vào việc chinh phục Raj Sarawak, Brunei, Bắc Borneo và phần phía tây của Kalimantan là một phần của Đông Ấn Hà Lan. Đơn vị chủ lực của Nhật Bản cho nhiệm vụ này là Lữ đoàn Bộ binh 35 do Thiếu tướng Kiyotake Kawaguchi chỉ huy.

## Hoàn cảnh
Năm 1941, Borneo được phân chia giữa Đông Ấn Hà Lan và các vùng bảo hộ của Anh (Bắc Borneo, Sarawak và Brunei) và các thuộc địa vương thất (Labuan).
Cái gọi là "Rajah trắng", gia đình Brooke, đã cai trị Sarawak, ở phía tây bắc Borneo, trong gần một thế kỷ, đầu tiên là Rajahs dưới thời Hồi quốc Brunei (một quốc gia nhỏ bé nhưng từng hùng mạnh hoàn toàn nằm trong biên giới Sarawak), và từ năm 1888 trở thành khu vực bảo hộ của Đế quốc Anh. Phía đông bắc của hòn đảo bao gồm Bắc Borneo, kể từ năm 1882 một vùng bảo hộ khác của Anh thuộc Công ty Bắc Borneo thuộc Anh. Ngoài khơi đặt Labuan thành thuộc địa vương thất nhỏ của Anh.
Phần còn lại của hòn đảo-được gọi chung là Kalimantan-nằm dưới sự kiểm soát của Hà Lan. Hà Lan bị Đức Quốc xã xâm chiếm vào năm 1940. Tuy nhiên, các Lực lượng Hà Lan Tự do-chủ yếu là Hải quân Hoàng gia Hà Lan và Quân đội Đông Ấn Hoàng gia Hà Lan (KNIL, bao gồm cả một dịch vụ không quân nhỏ) gồm 85,000 người, đã chiến đấu, lan rộng ra khắp Đông Ấn Hà Lan, và đến tháng 12 năm 1941 dưới sự chỉ huy chung phôi thai và có phần hỗn loạn của Đồng minh đã trở thành Bộ Tư lệnh Mỹ-Anh-Hà Lan-Úc (ABDACOM) tồn tại trong thời gian ngắn.
Hiệp ước Tam cường-giữa ba cường quốc phe Trục là Đức, Nhật Bản và Ý-đảm bảo sự hỗ trợ lẫn nhau, và điều này đã được đền đáp cho Nhật Bản vào tháng 7 năm 1941 khi sự yếu kém của Pháp sau khi nước Pháp thất thủ trước Đức Quốc xã cho phép Nhật Bản chiếm đóng Đông Dương thuộc Pháp (ngày nay là Việt Nam, Lào và Campuchia). Điều này đã chặn được một tuyến đường tiếp tế cho Quốc dân đảng, mà Nhật Bản đã tuyên chiến từ năm 1937, Chiến tranh Trung-Nhật lần thứ hai. Nó cũng trao cho Đế quốc Nhật Bản một bờ biển đối diện với Sarawak và Bắc Borneo qua biển Đông. Vào tháng 12 năm 1941, Nhật Bản tấn công Hạm đội Thái Bình Dương của Mỹ ở Hawaii, chính thức tuyên chiến với người Mỹ và cuối cùng thúc đẩy Đức chính thức tuyên chiến với Mỹ, theo đúng Hiệp ước.
Với khả năng khai thác dầu mỏ phong phú, ví dụ như tại Tarakan, Balikpapan và Banjarmasin, Borneo là mục tiêu hàng đầu của Nhật Bản, và là một mục tiêu được bảo vệ rất kém. Do thiếu hụt tài nguyên thiên nhiên, Nhật Bản cần một nguồn cung cấp nhiên liệu đảm bảo để đạt được mục tiêu dài hạn là trở thành một cường quốc ở Thái Bình Dương. Borneo cũng đứng trên các tuyến đường biển chính giữa Java, Sumatra, Malaya và Celebes. Kiểm soát các tuyến đường này là rất quan trọng để bảo vệ lãnh thổ.

## Lực lượng hai bên[2]

### Đồng minh

#### Phòng thủ tại Sarawak và Bắc Borneo
Mục tiêu chính là các mỏ dầu tại Miri ở vùng Sarawak và Seria ở Brunei. Dầu thô được tinh chế tại Lutong gần Miri. Mặc dù có nguồn cung cấp dầu mỏ dồi dào, khu vực Sarawak không có lực lượng không quân hay hải quân để bảo vệ. Chỉ đến cuối năm 1940, Đại tướng Không quân Sir Robert Brooke-Popham mới ra lệnh cho Tiểu đoàn 2, Trung đoàn Punjab 15, một khẩu đội pháo hạng nặng 152 mm (6 dặm) từ Pháo binh Hoàng gia Hồng Kông-Singapore, và một đơn vị của Đại đội Pháo đài 35 (Công binh Hoàng gia) được bố trí tại Kuching. Họ có khoảng 1,050 người. Ngoài ra, chính phủ Rajah Trắng Brooke cũng tổ chức Biệt kích Sarawak. Lực lượng này bao gồm 1,515 người, chủ yếu là bộ lạc Iban và Dayak. Tổng cộng các lực lượng này được chỉ huy bởi Trung tá Anh C.M. Lane và được gọi là "SARFOR" (Lực lượng Sarawak).
Sau khi nghe tin về cuộc tấn công Trân Châu Cảng, vào ngày 8 tháng 12 năm 1941, chính phủ Brooke đã ra lệnh nhanh chóng phá huỷ các mỏ dầu tại Miri và Seria và nhà máy lọc dầu tại Lutong.

#### Phòng thủ tại Singkawang và Pontianak (Đông Ấn Hà Lan)
Các lực lượng Hà Lan có một sân bay quan trọng gần biên giới Mã Lai thuộc Anh (Sarawak) được gọi là "Singkawang II", được bảo vệ bởi khoảng 750 quân Hà Lan. Vào ngày 25 tháng 11, 5 máy bay chiến đấu Brewster 339 Buffalo đã đến để bảo vệ địa phương, tiếp theo vào đầu tháng 12 là máy bay ném bom Martin B-10.
Liên đoàn Không quân Hải quân Hà Lan GVT-1, với 3 tàu bay Dornier Do 24K, được đặt tại Pontianak cùng với một đơn vị đồn trú KNIL, do Trung tá Dominicus Mars chỉ huy, với số lượng khoảng 500 người.
Lực lượng Hà Lan ở Tây Borneo bao gồm các đơn vị sau:
- Tiểu đoàn KNIL đồn trú Tây Borneo
- Đại đội Bộ binh Stadswacht (khoảng 125 người) ở Pontianak
- Khẩu đội Phòng không (2 khẩu 40 mm (1,57 in)) cộng với một số súng máy phòng không
- Trung đội Sơ cấp cứu Phụ trợ Cơ động
- Biệt đội Stadswacht (khoảng 50 người) tại Singkawang
- Biệt đội Stadswacht (không rõ quân số) tại Sintang

### Đế quốc Nhật Bản
Lực lượng chính của Nhật Bản-do Thiếu tướng Kiyotake Kawaguchi chỉ huy-bao gồm các đơn vị từ Quảng Đông, thuộc vùng Hoa Nam:
- Sở chỉ huy Lữ đoàn Bộ binh 35
- Trung đoàn Bộ binh 124 từ Sư đoàn Bộ binh 18 Nhật Bản
- Lực lượng Đổ bộ Hải quân Yokosuka 2
- Đơn vị Xây dựng Hải quân 4
- Trung đội 1 thuộc Trung đoàn Công binh 12
- Một đơn vị thuộc Đơn vị Thông tin Sư đoàn 18
- Một đơn vị thuộc Đơn vị Quân y Sư đoàn 18
- Bệnh viện Dã chiến 4, Sư đoàn 18
- Một đơn vị thuộc Đơn vị Cung cấp và Lọc nước 11

## Trận chiến[2]
Vào ngày 13 tháng 12 năm 1941, một đoàn tàu vận tải đổ bộ Nhật Bản rời vịnh Cam Ranh, Đông Dương thuộc Pháp, được hộ tống bởi tuần dương hạm Yura (Chuẩn Đô đốc Shintaro Hashimoto), các khu trục hạm thuộc Hải đoàn Khu trục 12 (Murakumo, Shinonome, Shirakumo và Usugumo), tàu săn ngầm CH-7 và tàu chở thuỷ phi cơ Kamikawa Maru. 10 tàu vận tải (tàu vận tải Lục quân Đế quốc Nhật Bản Katori Maru, Hiyoshi Maru, Myoho Maru, Kenkon Maru, Nichiran Maru; và tàu vận tải Hải quân Đế quốc Nhật Bản Hokkai Maru, Tonan Maru số 3, Unyo Maru số 2, Kamikawa Maru, Mitakesan Maru) chở Lữ đoàn Bộ binh 35 Nhật Bản dưới quyền chỉ huy của Thiếu tướng Kiyotake Kawaguchi. Lực lượng Hỗ trợ-dưới quyền chỉ huy của Chuẩn Đô đốc Takeo Kurita-bao gồm các tuần dương hạm Kumano và Suzuya cùng các khu trục hạm Fubuki và Sagiri
Một phần lực lượng Nhật Bản được phân bố để đánh chiếm Miri và Seria, trong khi phần còn lại sẽ tiến chiếm Kuching và các sân bay gần đó. Đoàn tàu vận tải thoát khỏi sự phát hiện, và vào rạng sáng ngày 16 tháng 12 năm 1941, hai đơn vị đổ bộ đã đảm bảo an toàn Miri và Seria, gặp rất ít sự kháng cự của lực lượng Anh. Vài giờ sau, Lutong cũng bị đánh chiếm.
Máy bay ném bom Martin B-10 của Hà Lan đã tấn công các tàu Nhật Bản từ căn cứ của họ, 'Singkawang II' tại Miri, vào ngày 17 tháng 12, nhưng nỗ lực của họ đã thất bại. 3 chiếc Dornier Do 24K tiếp nối cuộc tấn công của riêng chúng, nhưng một chiếc đã bị bắn rơi, có thể bởi một thuỷ phi cơ từ Kamikawa Maru. Hai chiếc còn lại, được hưởng lợi do máy che phủ, không bao giờ được người Nhật nhìn thấy. Một thuỷ phi cơ đã bắn trúng 2 quả bom 200 kg vào Shinonome, gây ra một vụ nổ lớn, trong khi một quả suýt trúng làm vỡ lớp mạ thân tàu. Đuôi tàu khu trục bị vỡ và con tàu chìm trong vòng vài phút. Chiếc thuỷ phi cơ cuối cùng đã thả bom xuống một tàu chở hàng, nhưng bị trượt. Các máy bay ném bom B-10 thực hiện các cuộc tấn công tại Miri vào các ngày 18 và 19 tháng 12, nhưng sau đó rút lui về Sumatra vào ngày 23 tháng 12 kể từ khi sân bay Singkawang II bị người Nhật phát hiện, và bắt đầu tấn công nó cùng ngày.
Vào ngày 22 tháng 12, một đoàn tàu vận tải Nhật Bản rời Miri đi Kuching, nhưng bị phát hiện bởi thuỷ phi cơ Hà Lan X-35, chiếc thuỷ phi cơ này đã phát đi tín hiệu cảnh báo cho tàu ngầm Hà Lan HNLMS K XIV, dưới quyền chỉ huy của Thiếu tá Hải quân Carel A. J. van Groeneveld. Lúc 20:40 ngày 23 tháng 12, K XIV xâm nhập vào đoàn tàu vận tải và bắt đầu tấn công. Các tàu vận tải quân sự Hiyoshi Maru và Katori Maru bị đánh chìm với tổn thất hàng trăm quân. Hokkai Maru bị mắc cạn để tránh bị chìm, và một tàu vận tải khác ít bị hư hại nghiêm trọng hơn. Phần còn lại của quân đội đã có thể đổ bộ. Mặc dù Tiểu đoàn 2, Trung đoàn Punjab 15, chống lại cuộc tấn công, họ nhanh chóng bị áp đảo về quân số và rút lui trên sông. Đến chiều, Kuching đã rơi vào tay người Nhật.
Trong đêm 23-24 tháng 12, HNLMS K XVI phóng ngư lôi vào khu trục hạm Nhật Bản Sagiri cách Kuching 30 dặm (48 km) về phía bắc, trở thành tàu ngầm Đồng minh đầu tiên tại Thái Bình Dương đánh chìm một tàu chiến. K XVI bị mất tất cả trong ngày bởi một quả ngư lôi từ tàu ngầm Nhật I66.
Trong các ngày 24 và 28 tháng 12, các máy bay ném bom B-10 từ một đơn vị khác đã thực hiện các phi vụ tấn công Kuching từ Singapore, Sembawang. Vào ngày 26 tháng 12, những chiếc B-10 hoạt động ngoài khơi Samarinda đã đánh chìm một tàu quét mìn Nhật Bản và một tàu tiếp than.
Trong khi đó, vào ngày 31 tháng 12 năm 1941, lực lượng dưới quyền Trung tá Watanabe di chuyển lên phía bắc để đánh chiếm Brunei, đảo Labuan, và Jesselton (ngày nay là Kota Kinabalu). Ngày 18 tháng 1 năm 1942, sử dụng thuyền đánh cá nhỏ, quân Nhật đổ bộ lên Sandakan, trụ sở chính phủ Bắc Borneo thuộc Anh. Lực lượng vũ trang Bắc Borneo, chỉ với 650 người, hầu như không thực hiện bất kỳ sự kháng cự nào để làm chậm bước tiến của quân Nhật. Sáng ngày 19 tháng 1, Thống đốc Bắc Borneo Charles Robert Smith đầu hàng quân Nhật và bị giam giữ cùng với các nhân viên khác.
Vào khoảng 16:40 ngày 25 tháng 12, quân Nhật đã đánh chiếm thành công sân bay Kuching. Trung đoàn Punjab rút lui qua rừng rậm đến khu vực Singkawang. Sau khi Singkawang được bảo đảm an toàn vào ngày 29 tháng 12, phần còn lại của quân đội Anh và Hà Lan rút lui về phía nam sâu hơn vào rừng rậm, cố gắng đến Sampit và Pangkalanbun, nơi có một sân bay của Hà Lan tại Kotawaringin. Nam và Trung Kalimantan bị Hải quân Nhật Bản chiếm giữ sau các cuộc tấn công từ phía đông và tây. Thị trấn Pontianak cuối cùng đã bị quân đội Nhật Bản chiếm đóng vào ngày 29 tháng 1 năm 1942. Sau 10 tuần ở vùng rừng núi, quân Đồng minh đầu hàng vào ngày 1 tháng 4 năm 1942.